# Carnation (band)

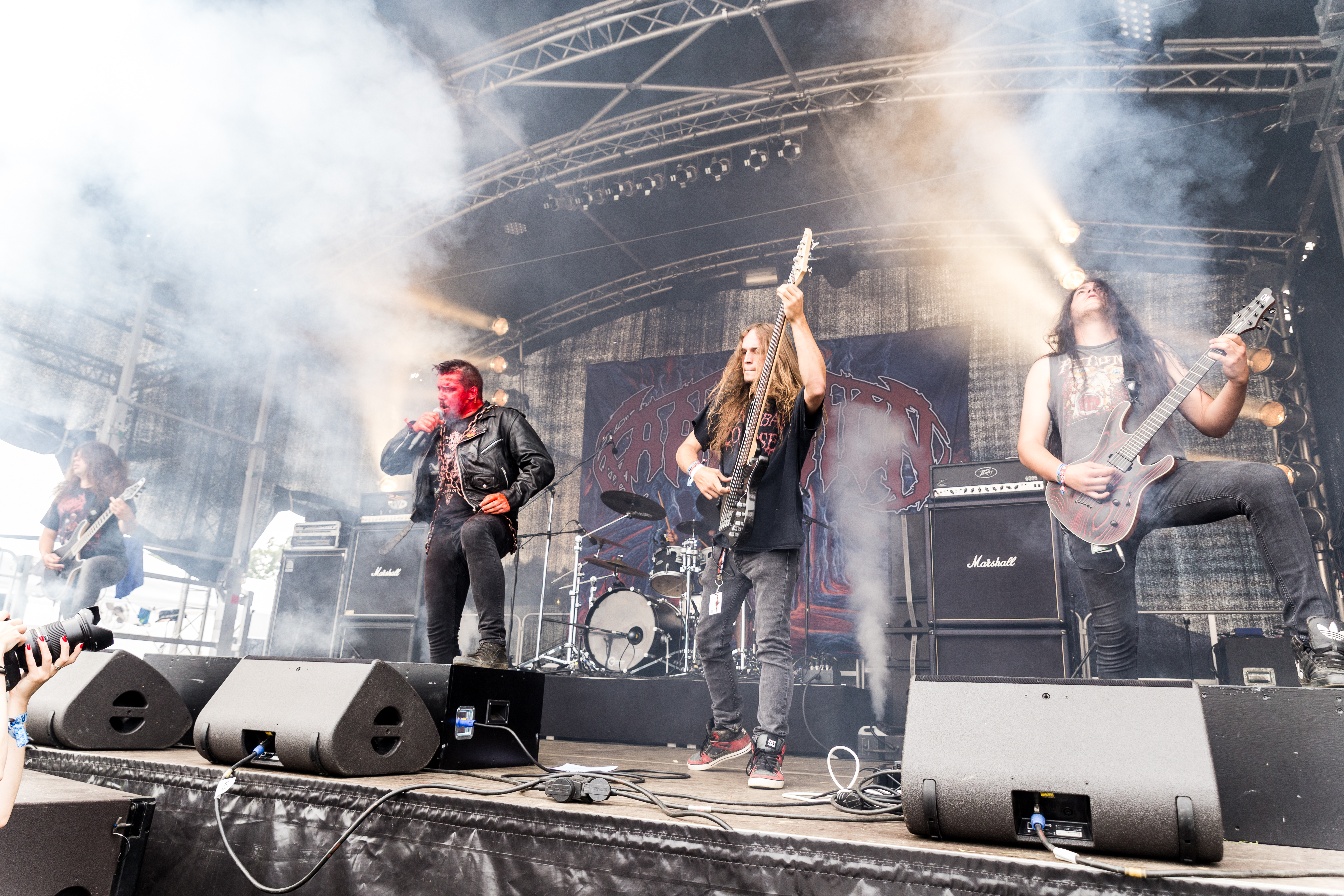

Carnation is een Belgische deathmetalband opgericht in 2013 door gitarist Jonathan Verstrepen.

## Biografie
De band werd vervolledigd door zanger Simon Duson, gitarist Bert Vervoort, bassist Yarne Heylen en drummer Vincent Verstrepen. Carnation stond al op verschillende podia en festivals over heel de wereld zoals onder andere: 70 000 Tons of Metal, Graspop Metal Meeting, Alcatraz Festival, Summer Breeze Festival. Ze toerden door Brazilië, Japan en enkele malen door Europa.

## Bezetting
- Jonathan Verstrepen (gitaar)
- Bert Vervoort (gitaar)
- Simon Duson (zang)
- Vincent Verstrepen (drum)
- Yarne Heylen (bas)

## Discografie
- 2020 - Where Death Lies, single (Season of Mist)
- 2020 - Iron Discipline, single (Season of Mist)
- 2020 - Sepulcher of Alteration, single (Season of Mist)
- 2018 - Chapel of Abhorrence, album (Season of Mist)
- 2018 - Necromancer , single (eigen beheer)
- 2016 - Live at Asakusa Deathfest Tokyo, album (Rock Tribune/eigen beheer)
- 2015 - Cemetery of the Insane, ep (Final Gate Records)